# Bachem Ba 349
Pour la localité allemande, voir Bachem.
Le Bachem Ba 349 Natter (« vipère » en allemand) est un intercepteur monoplace de la Luftwaffe, qui fut développé à la fin de la Seconde Guerre mondiale par l'ingénieur Erich Bachem, ancien employé de Fieseler, constructeur du V1. En 1944, à la suite des bombardements alliés de jour sur l'Allemagne, la Luftwaffe choisit le projet d'Erich Bachem pour construire un intercepteur piloté, doté d'une très grande puissance de feu et pouvant atteindre les bombardiers lourds très rapidement.

## Conception
La construction du Natter était simple : entièrement en bois excepté le cockpit blindé en métal.
Au repos, l'appareil est installé sur un chariot. Pour un lancement imminent, il est alors placé sur une rampe de lancement d'une inclinaison d'environ 87°. Des moteurs-fusées Schmidding SG 34 à combustible solide sont utilisés pour le décollage. Au moment où les appareils ennemis survolent la zone de lancement, l'intercepteur est lancé grâce aux moteurs-fusées, puis poursuit son ascension grâce à un moteur-fusée interne (Walter HWK 109-509). Le pilote active son armement, consistant en une batterie de 24 roquettes HS 217 Föhn (« tempête »), lorsqu'il se trouve à proximité des bombardiers ennemis.
Grâce à l'énergie cinétique emmagasinée, le Natter grimpe encore plus haut, et pique ensuite en vue d'effectuer une passe de tir de ses roquettes. L'appareil ne pouvant se poser, le pilote s'éjecte alors en activant un système désolidarisant la partie avant de la partie arrière comportant le moteur. La partie arrière retombe en parachute et est récupérée pour une utilisation ultérieure. Aucun autre système d'éjection ne put être mis en œuvre. 

## Engagements

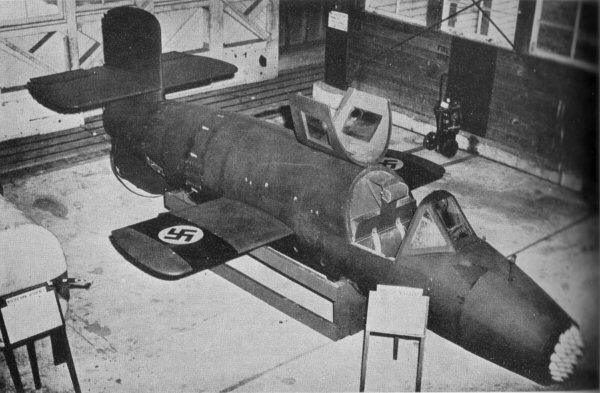
Bachem Ba 349 Natter lors de l'exposition montrant les prises de guerre en 1946 à Farnborough (Angleterre). Les croix gammées rajoutées par les Britanniques ne sont pas conformes.

Des essais sans pilote furent effectués depuis la rampe de lancement, et quelques vols furent réalisés en vol plané à partir d'un Heinkel He 111 à 6 000 m environ.
Le premier tir avec pilote se déroula le 1er mars 1945. Cinq secondes après l'allumage, la verrière se détacha, le Natter s'écrasa et le pilote d'essai l'Oberleutnant Lothar Sieber fut tué.
Durant le mois suivant, 36 appareils volent, dont sept avec pilote[réf. nécessaire], mais aucune mission de combat ne fut jamais effectuée avant que les troupes alliées ne s'emparent de l'usine et de la base de lancement.
Une reconstitution du Bachem Natter est exposée au Deutsches Museum de Munich.

## Galerie

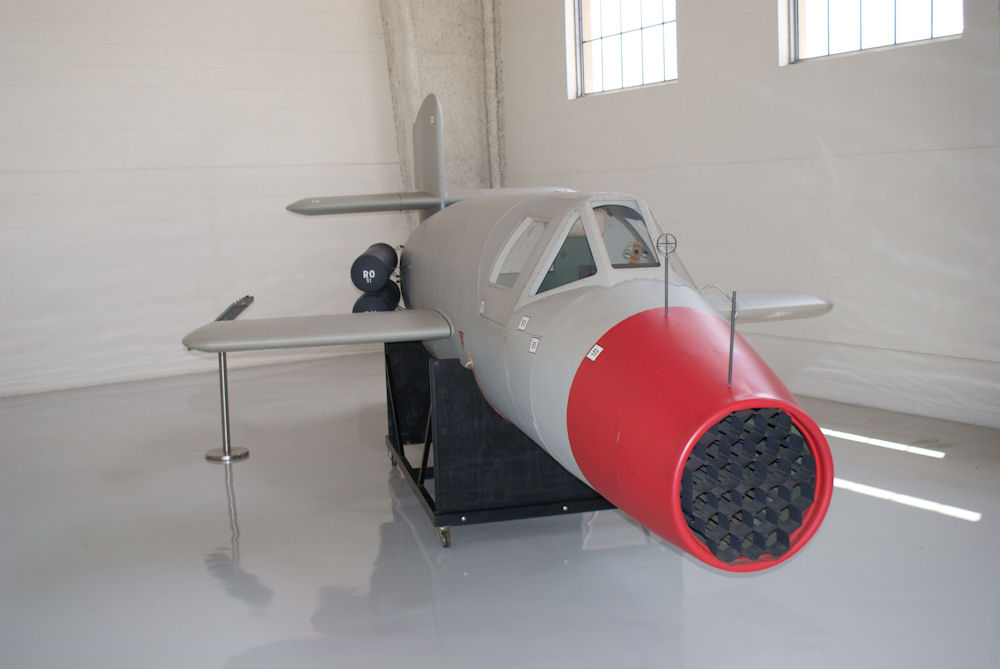
Le Natter pourvu de ses roquettes dans le nez.
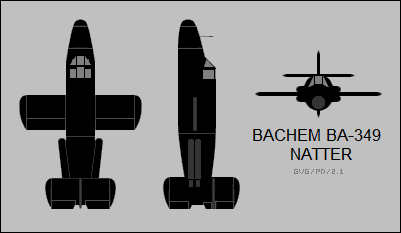
Silhouette du Natter.
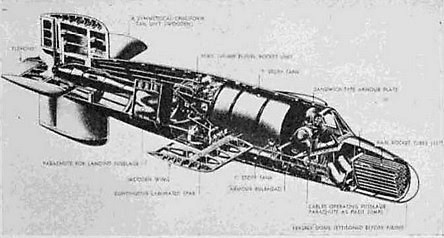
Écorché de l'appareil.
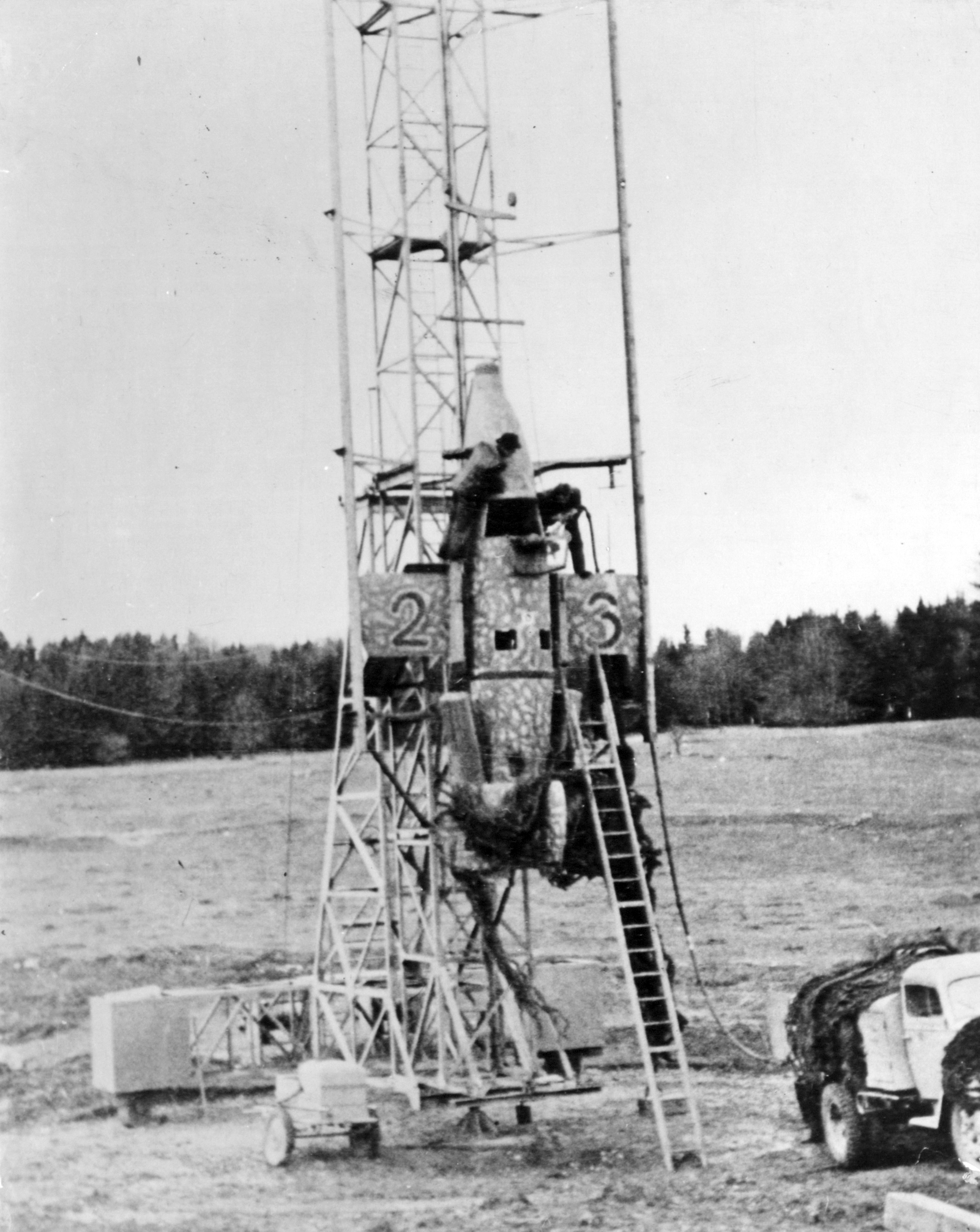
Le démonstrateur BP 20 M23 codé 26 avant son unique vol piloté, le premier mars 1945, où l'oberleutnant (à titre posthume) Sieber trouvera la mort.
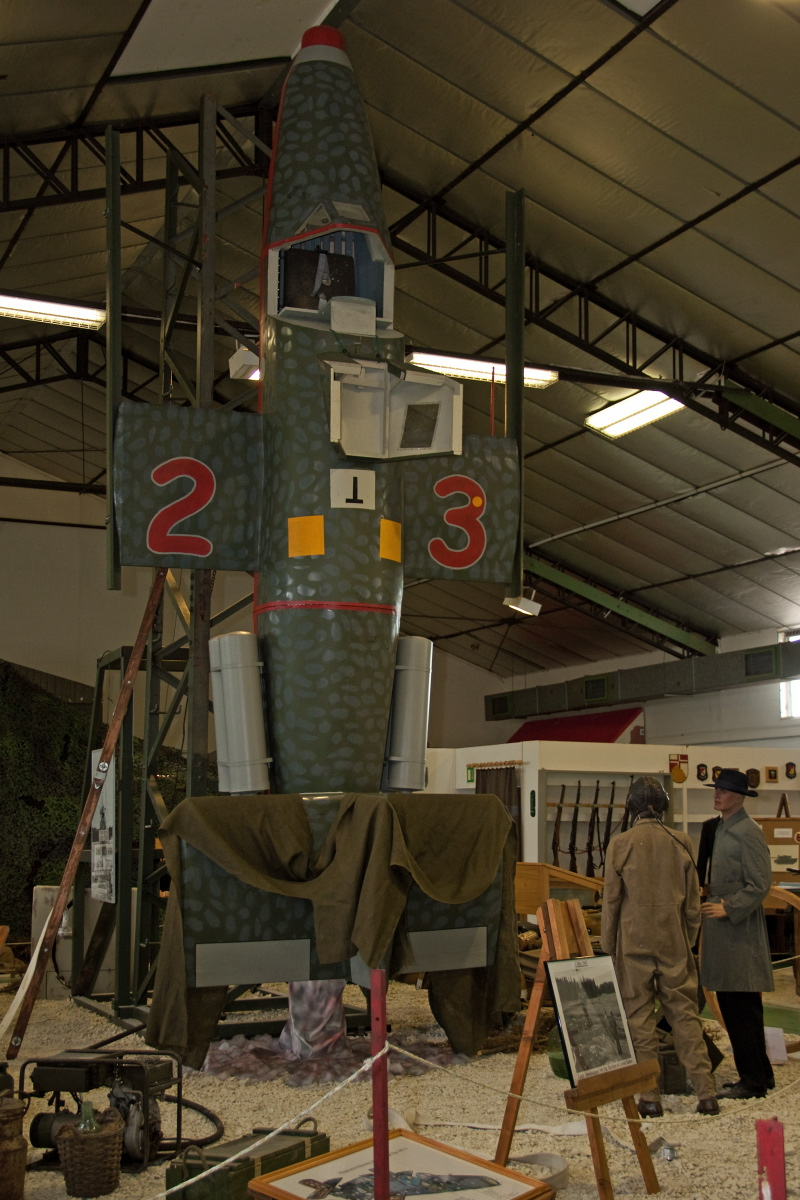
Reconstitution du Natter codé 23.
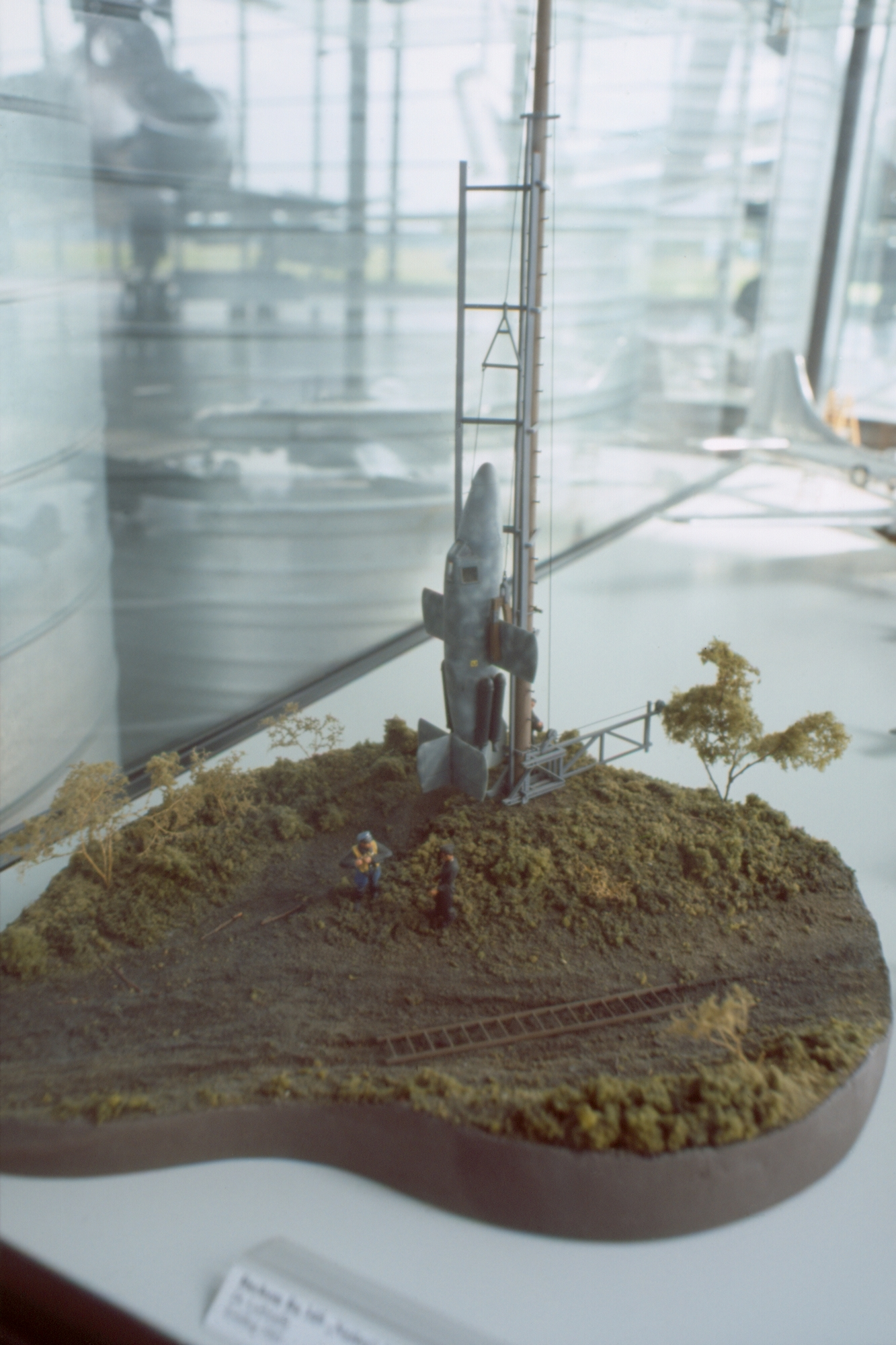
Maquette de l'engin sur sa rampe de lancement verticale.
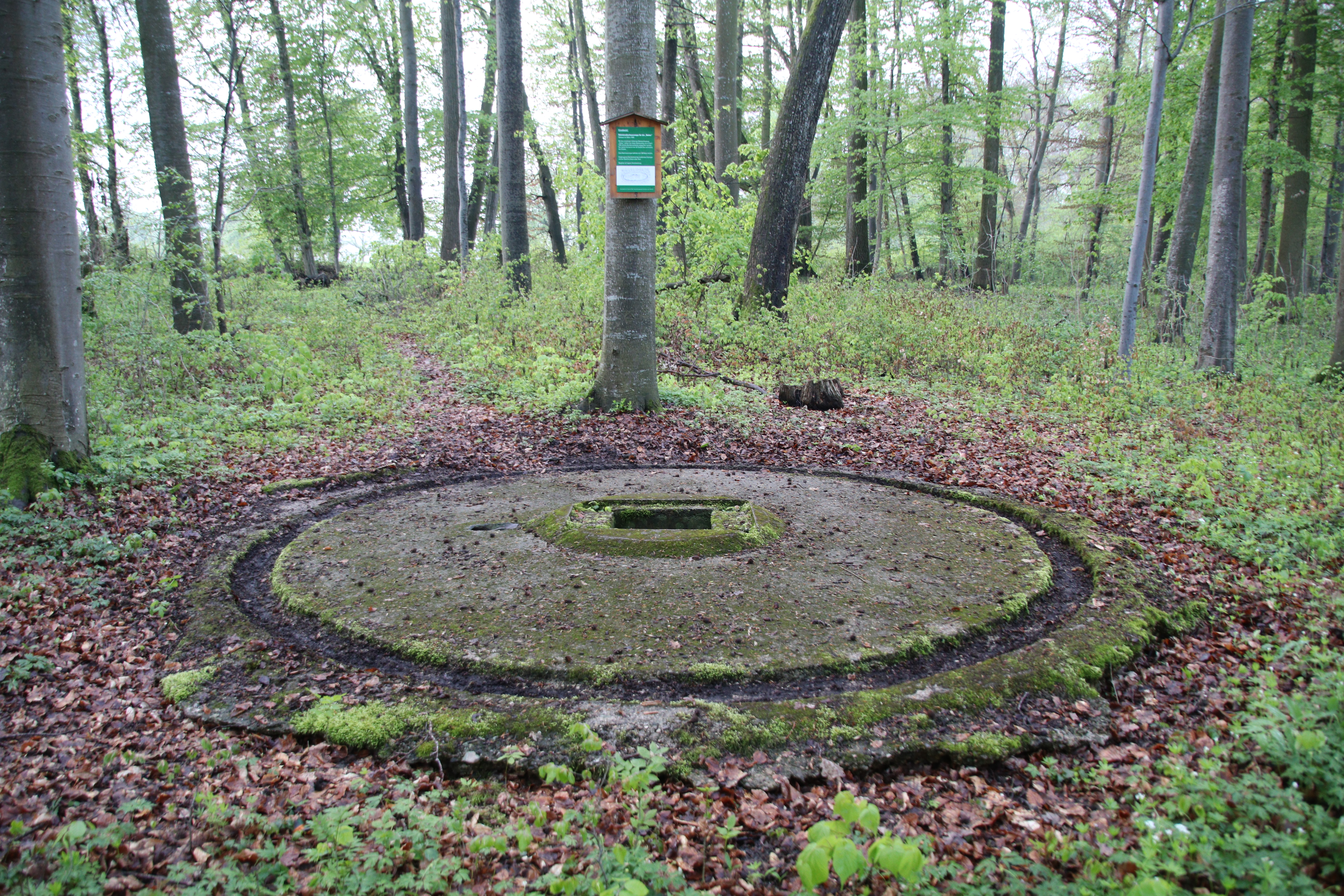
Pas de tir d'un Bachem Ba 349 Natter (seul préservé).
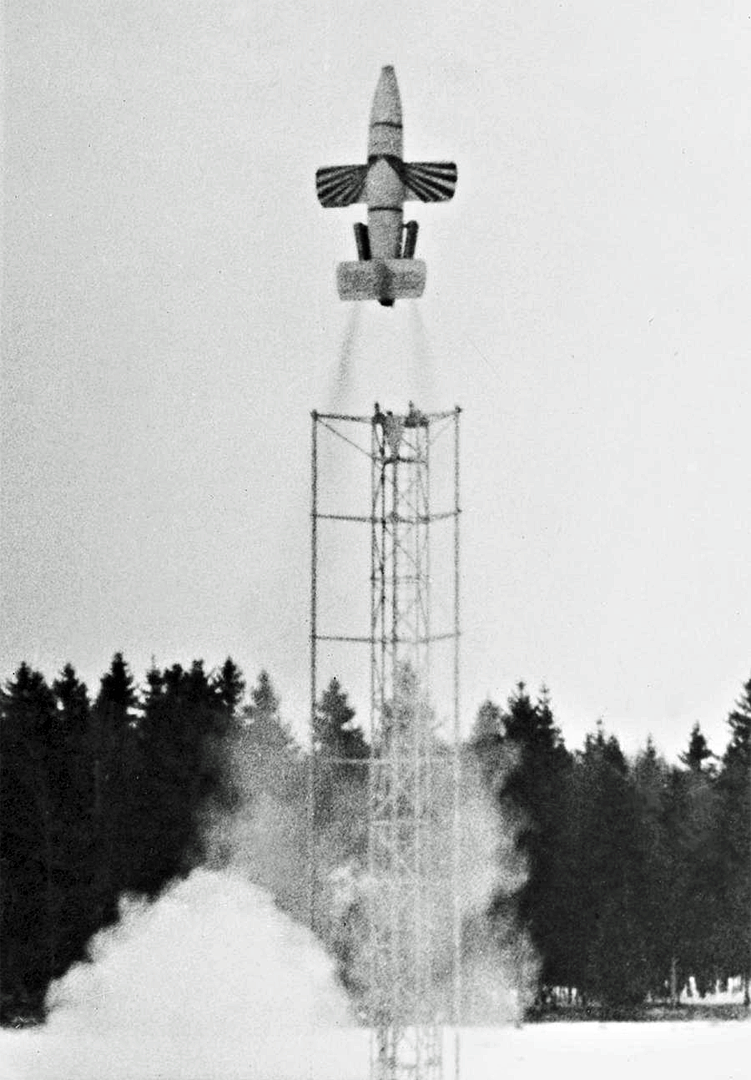
Décollage d'un prototype sans pilote, fin 1944.

## Appareils comparables
- Messerschmitt Me 163
- Focke-Wulf Triebflügel